# Jean Guéhenno
Jean Guéhenno (Fougères, 25 marzo 1890 – Parigi, 22 settembre 1978) è stato un letterato e critico letterario francese.
Diresse la rivista Europe prima dello scoppio della seconda guerra mondiale. Realizzò opere quali: Evangile éternel (1928), Caliban Parle (1929), Conversion à l'humain (1931), Journal d'un homme de quarante ans. Durante il secondo conflitto mondiale, Guéhenno scrisse il diario Journal des années noires 1940-44, in cui mise in luce il proprio sostegno alla Resistenza. In epoca più matura scrisse opere autobiografiche quali Voyages (1952), Carnets du vieil écrivain (1971) e Dernières lumières, derniers plaisirs (1977).

## Premi e riconoscimenti
- Premio mondiale Cino Del Duca: 1973[1]